# 佐藤洸一
佐藤 洸一（さとう こういち、1986年11月28日 - ）は、三重県四日市市出身の元プロサッカー選手。ポジションは、フォワード。

## 来歴
四日市市立日永小学校で2年の時にサッカーを始めて、小、中学校では、三重県選抜にも入った。その後は地元の三重県立四日市西高等学校、四日市大学のサッカー部に所属。大学2年時、東海学生サッカーリーグで得点王とベストイレブンに輝いた。大学4年時の2008年8月、FC岐阜の特別指定選手に登録され、10月19日の第40節山形戦でJリーグ初出場・初得点を記録した。また、2007年と2008年にはデンソーカップチャレンジサッカー東海・北信越大学選抜にも選ばれた。
2009年、岐阜に正式に加入。同年、同じく四日市大学から野垣内俊が加入した。4月15日の第8節仙台戦でプロデビューを果たすと、その後もコンスタントに試合に出場。6月に片桐淳至が移籍してからは完全にレギュラーを獲得した。最終的に43試合16得点でJ2得点ランキング9位となった。同期で高身長の西川優大とのツートップは「ツインタワー」と呼ばれた。2012年9月23日の第35節湘南戦でハットトリックを達成した。2012年シーズン終了後にFC岐阜を退団。
2013年、長崎へ完全移籍。
2017年、ツエーゲン金沢へ完全移籍。
2019年、ヴァンフォーレ甲府へ完全移籍。交代の切り札として4得点をマーク。いずれもビハインドの場面での得点で、このうち3点は試合終了間際での同点弾とチームの勝ち点獲得に貢献。11月23日、契約満了による退団が発表された。
2020年、JFLのヴィアティン三重に移籍。
2022年10月28日　現役引退を発表。
2023年より母校である四日市大学サッカー部コーチに就任。

## 人物・プレースタイル
- 高身長だが足元のテクニックも兼ね備えており、右足・左足・頭のどこからでも得点を狙うストライカー[1]。
- 2009年6月18日に入籍[13]。同年10月1日に第一子の男子[14]、2012年7月31日に第二子の女子が誕生した[15]。
- 趣味はボウリングで腕前はかなりのものである[16]。選手同士からは「会長」と呼ばれている[17]。
- 声優の佐藤聡美がパーソナリティを務めるラジオ番組『ラジオ☆聡美はっけん伝!』の「佐藤さんへの無茶振り」のコーナーにて、選手プロフィールを紹介されたことがある[18]。

## 所属クラブ
プロ入り前
- 日永サッカー少年団 (四日市市立日永小学校)
- 四日市市立南中学校
- 2002年 - 2004年 三重県立四日市西高等学校
- 2005年 - 2008年 四日市大学
  - 2008年8月 - 同年12月 FC岐阜 (特別指定選手)

プロ経歴
- 2009年 - 2012年  FC岐阜
- 2013年 - 2016年  V・ファーレン長崎
- 2017年 - 2018年  ツエーゲン金沢
- 2019年  ヴァンフォーレ甲府
- 2020年 - 2022年  ヴィアティン三重

## 個人成績
| 国内大会個人成績 | 国内大会個人成績 | 国内大会個人成績 | 国内大会個人成績 | 国内大会個人成績 | 国内大会個人成績 | 国内大会個人成績 | 国内大会個人成績 | 国内大会個人成績 | 国内大会個人成績 | 国内大会個人成績 | 国内大会個人成績 |
| 年度             | クラブ           | 背番号           | リーグ           | リーグ戦         | リーグ戦         | リーグ杯         | リーグ杯         | オープン杯       | オープン杯       | 期間通算         | 期間通算         |
| 年度             | クラブ           | 背番号           | リーグ           | 出場             | 得点             | 出場             | 得点             | 出場             | 得点             | 出場             | 得点             |
| 日本             | 日本             | 日本             | 日本             | リーグ戦         | リーグ戦         | リーグ杯         | リーグ杯         | 天皇杯           | 天皇杯           | 期間通算         | 期間通算         |
| ---------------- | ---------------- | ---------------- | ---------------- | ---------------- | ---------------- | ---------------- | ---------------- | ---------------- | ---------------- | ---------------- | ---------------- |
| 2007             | 四日市大         | 9                | -                | -                | -                | -                | -                | 1                | 0                | 1                | 0                |
| 2008             | 四日市大         | 9                | -                | -                | -                | -                | -                | 1                | 0                | 1                | 0                |
| 2008             | 岐阜             | 26               | J2               | 1                | 1                | -                | -                | -                | -                | 1                | 1                |
| 2009             | 岐阜             | 18               | J2               | 43               | 16               | -                | -                | 4                | 2                | 47               | 18               |
| 2010             | 岐阜             | 18               | J2               | 35               | 5                | -                | -                | 1                | 0                | 36               | 5                |
| 2011             | 岐阜             | 18               | J2               | 36               | 7                | -                | -                | 1                | 0                | 37               | 7                |
| 2012             | 岐阜             | 18               | J2               | 33               | 10               | -                | -                | 0                | 0                | 33               | 10               |
| 2013             | 長崎             | 18               | J2               | 42               | 12               | -                | -                | 1                | 0                | 43               | 12               |
| 2014             | 長崎             | 18               | J2               | 32               | 12               | -                | -                | 2                | 1                | 34               | 13               |
| 2015             | 長崎             | 18               | J2               | 29               | 3                | -                | -                | 2                | 4                | 31               | 7                |
| 2016             | 長崎             | 18               | J2               | 26               | 4                | -                | -                | 1                | 0                | 27               | 4                |
| 2017             | 金沢             | 9                | J2               | 42               | 16               | -                | -                | 2                | 0                | 44               | 16               |
| 2018             | 金沢             | 9                | J2               | 30               | 3                | -                | -                | 2                | 1                | 32               | 4                |
| 2019             | 甲府             | 18               | J2               | 19               | 4                | -                | -                | 2                | 0                | 21               | 4                |
| 2020             | 三重             | 18               | JFL              | 12               | 1                | -                | -                | -                | -                | 12               | 1                |
| 2021             | 三重             | 18               | JFL              | 10               | 1                | -                | -                | -                | -                | 10               | 1                |
| 2022             | 三重             | 18               | JFL              | 10               | 0                | -                | -                | -                | -                | 10               | 0                |
| 通算             | 日本             | 日本             | J2               | 368              | 93               | -                | -                | 18               | 8                | 386              | 101              |
| 通算             | 日本             | 日本             | JFL              | 32               | 2                | -                | -                | -                | -                | 32               | 2                |
| 通算             | 日本             | 日本             | 他               | -                | -                | -                | -                | 2                | 0                | 2                | 0                |
| 総通算           | 総通算           | 総通算           | 総通算           | 400              | 95               | -                | -                | 20               | 8                | 420              | 103              |

- 2008年は特別指定選手

その他公式戦
- 2013年 
  - J1昇格プレーオフ 1試合0得点

その他の公式戦
- 2015年
  - J1昇格プレーオフ 1試合0得点
- 2019年
  - J1参入プレーオフ 1試合0得点

- Jリーグ初出場・初得点 : 2008年10月19日 J2第40節 対モンテディオ山形 (岐阜メモリアルセンター長良川競技場)

## タイトル
- 東海学生サッカーリーグ戦 1部リーグ 得点王 : 2006年
- 東海学生サッカーリーグ戦 1部リーグ ベストイレブン : 2006年、2008年